# Teoria ator-rede
Teoria Ator-Rede (TAR) é uma corrente da pesquisa em teoria social que se originou na área de estudos de ciência, tecnologia e sociedade na década de 1980 a partir dos estudos de Michel Callon, Bruno Latour, John Law, Madelaine Akrich, entre outros. A teoria também é chamada de sociologia da tradução, um dos conceitos mais importantes utilizados pelos autores fundadores. Este estudo sociológico tinha com objetivo de explicar o nascimento dos factos científicos. A TAR é também utilizada para explicar novos paradigmas da comunicação que passam a existir com a cultura contemporânea.
Ela trata da sociologia das associações, da tradução, da mobilidade entre seres e coisas e confronta sociedade, ator e rede. Apesar de ser conhecida por sua controversa defesa de uma agência dos elementos não humanos, também é associada a críticas tanto à sociologia convencional quanto à sociologia crítica.

## A teoria
Na teoria ator-rede, o ator é definido a partir do papel que desempenha, do quão ativo, repercussivo é, e quanto efeito produz na sua rede, portanto, pode-se dizer que pessoas, animais, coisas, objetos e instituições podem ser um ator. Já a rede representa interligações de conexões – nós –  onde os atores estão envolvidos. A rede pode seguir para qualquer lado ou direção e estabelecer conexões com atores que mostrem algumas similaridades ou relação.
Ela foi desenvolvida à luz de uma perspectiva construtivista e baseia-se principalmente em dois conceitos – tradução e rede – e dois princípios extraídos do filósofo-sociólogo David Bloor – o princípio de imparcialidade (não devemos conceder um privilégio àquele que conseguiu a reputação de ter ganhado e de ter tido razão em face de uma controvérsia científica), e o princípio de simetria (os mesmos tipos de causas explicam as crenças verdadeiras e as crenças falsas). A TAR enfatiza a ideia de que os atores, humanos e não humanos, estão constantemente ligados a uma rede social de elementos (materiais e imateriais). O termo actante é utilizado como uma forma neutra de se referir a atores tanto humanos como não humanos, já que seus principais autores consideram que a palavra "ator" tem uma carga simbólica ligada ao "ser pessoas".
A teoria explica que, na cultura contemporânea, o atores não humanos (que podem ser um dispositivo inteligente, como computadores, smartphones, sensores, wearables, servidores, entre outros) e humanos agem mutuamente, interferem e influenciam o comportamento um do outro, com a diferença que o não humano pode ser ajustado pelo humano de acordo com a sua necessidade. Por permitir a conexão entre outros não humanos e ter como característica principal a inteligência, o não humano altera a ordem da vida humana, ditando o ritmo de se pensar e agir. Neste sentido, o não humano pode ser chamado de mediador, à medida que estabelece a interação humana em todos os níveis sociais entre humanos e media a relação destes com outros não humanos.
Para a TAR, a produção de redes e associações surge da relação de mobilidade estabelecida entre os atores humanos e não humanos que se dá na convergência dos novos meios de sociabilidade que aparecem com a cultura digital, como por exemplo as redes sociais e as comunidades virtuais. A noção de tradução é o conceito-chave para este método, pois designa a apropriação singular que cada ator faz da rede e na rede.

## Origem
Durante a década 1980 os pesquisadores do CSI (Centro da sociologia e da inovação, um laboratório de sociologia da Ecole des Mines, França) Michel Callon, Bruno Latour e Madelaine Akrich se interessaram por as estudos dos valores dos modernos. Uma das características da modernidade é a confiança na razão científica. Segundo os modernos as condições materiais, históricas e antropológicas não importam. Por isso esses pesquisadores se interessaram por a criação do acto científico. Eles se perguntaram como um facto científico se tornou aceitado para toda uma comunidade, como estava transmitido, e como a ciência e a sociedade interagiam. A teoria encontra a sua originalidade na recusa da visão tradicional sobre esta questão, seja a sociologia da sociedade. Seguindo Bruno Latour o mundo e a sociedade não devem ser considerados como imóveis mas pelo contrário como dinâmicos, como estar a construir se. Então o facto científico não se pode explicar simplesmente com o contexto social em que ocorre. Por isso, os autores da teoria do ator-rede introduzem a noção de simetria. Os factos são construídos pela associação entre atores humanos e não-humanos.

## Os conceitos

### As inscrições
Os autores da teoria do ator-rede consideram que o desenvolvimento das ciências não vem somente do espírito científico dos homens mas também graças às inscrições. Seguindo Bruno Latour, o trabalho do pesquisador é a produção de imagens. Para isso, é necessário criar experiências para interrogar a natureza e, assim, obter respostas sobre as propriedades do elemento investigado (por exemplo um feixe de íons sobre um material). Sozinho o pesquisador não pode deduzir nada das propriedades desse elemento. São necessárias imagens, como gráficos, curvas e fotografias, que são analisadas, combinadas e traduzidas para obter a informação procurada.
A epistemologia clássica separa o mundo dos enunciados do mundo das coisas. A TAR, pelo contrário, considera que os enunciados traduzem as coisas, que são um jeito de lhes representar. A circulação dessas representações permite a acumulação das informações em um único lugar. Dessa forma, o desenvolvimento das técnicas de inscrição têm um papel essencial nas descobertas científicas. Um exemplo é a impressão que, no século XV, foi primordial para que os pesquisadores tivessem acesso aos conhecimentos já existentes. Por conta desse contexto, Elizabeth Eisenstein considera que Copernico não criou uma nova ciência, mas que ele forneceu um modelo que sintetizou o conhecimento disponível do seu tempo.
A introdução sistemática da produção de imagens pelo acto científico permite também de entender como os factos vão ser aceitos ou rejeitados para uma comunidade de pesquisadores. Um enunciado científico vai circular entre os lugares de interesse (os laboratórios por exemplo) e vai ser modificado, refutado ou aceito de acordo com os interesses e crenças dos interessados pelo enunciado. Para que sejam aceitos, os enunciados precisam ser cada vez mais precisos e verificados. Segundo Bruno Latour, os critérios que caracterizam as invenções aceitas são: a aceleração da mobilidade das inscrições, a imutabilidade, a legibilidade e as suas combinações.

### A simetria
Seguindo Bruno Latour, a sociedade é substituída para redes sociotécnicos. Existe uma rede muito complexa ligando os humanos, os seus objetivos e os meios técnicos utilizados para atingí-los. (Por exemplo um motorista, para chegar em algum lugar, precisa de um carro, estradas, gasolineiras, um código da condução, semáforos...)
Na maior parte do tempo esta rede não é percebida, ela aparece geralmente quando ocorre um acidente ou um problema com o funcionamento de algum dos objetos envolvidos. A anomalia desvenda todos os actantes que permitem uma acção individual. Esta perspectiva provoca uma redefinição da relação entre humanos e não-humanos. Na TAR o objeto não-humano não é subordinado aos humanos mas é um ator igual. A sociedade de humanos é substituída por colectivo de seres humanos e de actantes não-humanos.

## Os limites
Várias críticas foram emitidas contra a teoria do ator-rede. No seu texto "Os limites da simetria" Michel Grossetti expõe argumentos contra o princípio da simetria. Segundo Michel Grossetti os autores da TAR têm uma visão binária da sociologia. Para eles as sociologias existentes são sociologias da sociedade, ou seja que consideram que tudo ocorre segundo o contexto social. A TAR, pelo contrário, considera que o mundo é dinâmico e não provem duma ordem social. O risco dessa posição, no inverso, é de considerar que tudo é movimento e ignorar o que é fixo.
Os objetos não-humanos sempre foram investigados nos estudos sociológicos. Mas nunca foram denominados e reconhecidos como atores. A TAR confia uma legitimidade a esses objetos. Mas implica também que os humanos e os não-humanos sejam considerados iguais e no mesmo tempo rejeitem todas as teorias anteriores da sociologia. Essa rejeição é equivalente á construção de um novo paradigma sociológico.
A TAR subestima o papel da linguagem nas interações entre os atores, e em particular as interações diretas que ocorrem entre os humanos. Eles não precisam absolutamente das inscrições. A linguagem pode deixar recordações sem objeto material. Além disso parece impossível avaliar relações entre os humanos e não-humanos do mesmo jeito que entre seres humanos. Habitualmente são avaliadas em função da força dos laços, a frequência das interações, a intimidade ou a intensidade emocional. Todos esses critérios não podem ser aplicados para os não humanos, o que introduz uma assimetria entre humanos e objetos.